# Onthophagus salakensis
Onthophagus salakensis es una especie de insecto del género Onthophagus, familia Scarabaeidae, orden Coleoptera.

Fue descrita científicamente por Ochi, Kon & Hartini en 2010.